# Andrea Conti (pallavolista)
Andrea Carolina Conti (Buenos Aires, 3 ottobre 1982) è una pallavolista argentina naturalizzata italiana.
Gioca nel ruolo di schiacciatrice ed opposto.

## Carriera
La carriera di Andrea Conti inizia nel 1999, esordendo nel massimo campionato argentino con la maglia del Club Ciudad de Buenos Aires: con la squadra della capitale resta legata per tre stagione, prima di passare poi al CA Banco Nación.
Nella stagione 2003-04 si trasferisce in Italia, giocando per il Vicenza Volley, in Serie A1, dove resta fino al 2007, eccetto la stagione 2005-06, quando passa alla Pallavolo Collecchio in Serie A2.
Dopo una stagione nel Brunelli Volley Nocera Umbra, resta sempre in serie cadetta, ingaggiata dal Parma Volley Girls, dove milita tutt'oggi e con la quale vince una Coppa Italia di Serie A2 ed ottiene la promozione in massima serie, al termine della stagione 2010-11.

## Palmarès

### Club
- Coppa Italia di Serie A2: 1

2008-09